# ジョバンニ・バウサン (防護巡洋艦)
ジョバンニ・バウサン（ボザン、Giovanni Bausan）は、イタリア海軍の防護巡洋艦。同海軍初の防護巡洋艦である。設計者はジョージ・レンデル。イタリア海軍では衝角付き水雷艦（ariete-torpediniere）と類別された。

## 概要
砲艦に巨砲を搭載するレンデル式砲艦で名が残るジョージ・レンデルの設計により、アームストロング社で防護巡洋艦「エスメラルダ」の起工が発表されると、当時の日本と同じく海軍の範をイギリスに採っていたイタリアは同型艦1隻を同社に発注し、日本も「浪速型」を手に入れた。本艦の建造はエルジック造船所で行われ1885年に竣工した。これが本艦で、本艦はアドリア海を挟んで対峙するオーストリア＝ハンガリー帝国海軍の防護巡洋艦に対抗してアームストロング社に発注された艦である。

## 艦形
船体形状は小型の船体に準戦艦級の主砲を積む関係から水面から乾舷が低い平甲板型船体となっており、同時期にイギリスで建造された大日本帝国海軍の防護巡洋艦「浪速型」に似た艦容である。
艦の構造を前部から記述すると、水面下に衝角と35.6cm水中魚雷発射管1門を内蔵させた艦首、艦首甲板上に主砲の25.4cmライフル砲を基部のみ装甲で覆う露砲塔に1基が配置され、その後方に単脚式の前部マストが立つ。その後方から上部構造物が始まり、司令塔を組み込んだ両脇に船橋（ブリッジ）を持つ操舵艦橋が立つ。船体中央部に2本煙突が立ち、その周囲には煙管型の通風塔が立ち並び、空いた場所は艦載艇置き場となっており、艦載艇は2番煙突後方のグース・ネック（鴨の首）型クレーン1基により運用された。
左右の舷側に張りだしが設けられ、そこに副砲である15.2cm速射砲が防盾の付いた単装砲架で等間隔に片舷3基ずつ計6基が配置された。後部マストで上部構造物が終了し、その下の後部甲板上に2番主砲塔が1基配置された。

## 兵装
『イタリア巡洋艦史』によれば、254mm20口径単装砲2基、152mm33口径単装砲6基、57mm40口径単装砲2基、356mm魚雷発射管3門（水上2、水中1）。254mm砲は前後に1門ずつ、152mm砲は上構両側に3門ずつ搭載。魚雷発射管は艦首衝角下に1門、舷側水線上に2門搭載された。「ジョバンニ・バウサン」はイタリア巡洋艦としては初めて最初から魚雷発射管を搭載した。
Conway's All the World's Fighting Ships 1860-1905によれば、20口径10インチ砲2門、32口径6インチ砲6門、40口径57mm砲4門、37mm回転砲6門、機関砲2門、14インチ魚雷発射管2門。
"Armstrongs and the Italian Navy"によれば、30口径10インチ後装砲単装2基、26口径5.9インチ（149mm）後装砲6門、6ポンド速射砲4門、1ポンド速射砲2門、機関砲4門、14インチ魚雷発射管3門。
"The Elswick Cruisers Part I"によれば、アームストロング20口径10インチ後装砲2門、33口径6インチ後装砲6門、6ポンド砲4門、37mm砲3門、魚雷発射管2門。
152mm/6インチ砲は1899年に40口径砲に換装された。うち2門は少なくとも1904年以降の時点では撤去されている。
1905年には40口径10インチ砲2門、75mm砲1門、50口径57mm砲4門、20口径37mm砲2門、37mm回転砲6門と機関砲2門となった。1915年に10インチ砲と6インチ砲2門が撤去され、残りの兵装も後に撤去された。

## 艦歴
アームストロング・ミッチェル社ロー・ウォーカー造船所で建造。1882年8月21日起工。1883年12月15日進水。1885年5月9に竣工し、5月21日にイギリスを離れた。
1887年から1888年、紅海艦隊旗艦としてエリトリア征服に参加。
1889年7月5日、カプリ島沖で水雷通報艦「Folgore」と衝突。
1905年から1912年まで火夫や整備士の練習艦として使用された。
1913年以降はトブルクで蒸留艦として使用された。
第一次世界大戦時はブリンディジで水上機母艦となったとも、1916年7月1日からブリンディジで潜水母艦となったとも。
1920年1月15日除籍。同年3月にスクラップとして売却された。